# Зандер, Фердинанд
Карл Генрих Филипп Фердинанд Зандер (нем. Karl Heinrich Philipp Ferdinand Sander; 12 сентября 1840, Гейсмар, Гёттинген — 29 сентября 1921, Бремен) — немецкий педагог, протестантский священник и писатель.

## Биография
Фердинанд Зандер родился в семье пастора Филиппа Зандера (1806—1874) и Юлии Элизабет Зандер (1806—1875), урождённой Крейбом (поженились в 1833 году) в Гейсмаре (Гёттинген). Учился в гимназии Гёттингена и с 1858 по 1861 год изучал в университете теологию.
С 1862 по 1865 год работал помощником священника и учителя в Люнебурге. Затем был директором школы в Вальсроде.
Совершил поездки в Бельгию, Данию, Швецию (1880), Англию (1884), Нидерланды (1885).
В 1867 году отправляется служить диаконом в Гронау. Во время Франко-прусской войны добровольно ушёл в армию и служил пастором. Награждён Железным крестом 2-го класса.
В 1872 году он становится директором семинарии в Шлюхтерне, (Гессен), в 1874 году — главным инспектором и директором семинарии в Ольденбурге, а в 1877 году возвращается на государственную службу.
Работал над приложением к Allgemeinen Zeitung.
Работы: «Dante Alighieri» (2 изд. 1887); «Lexicon der Pädagogik» (2 изд. 1888); «Die Hugenotten und das Edikt von Nantes» (1886); «Fr. Lücke» (1891) и другие; издал «Lückes Briefwechsel mit den Br. Grimm» (1891).